# Likuala

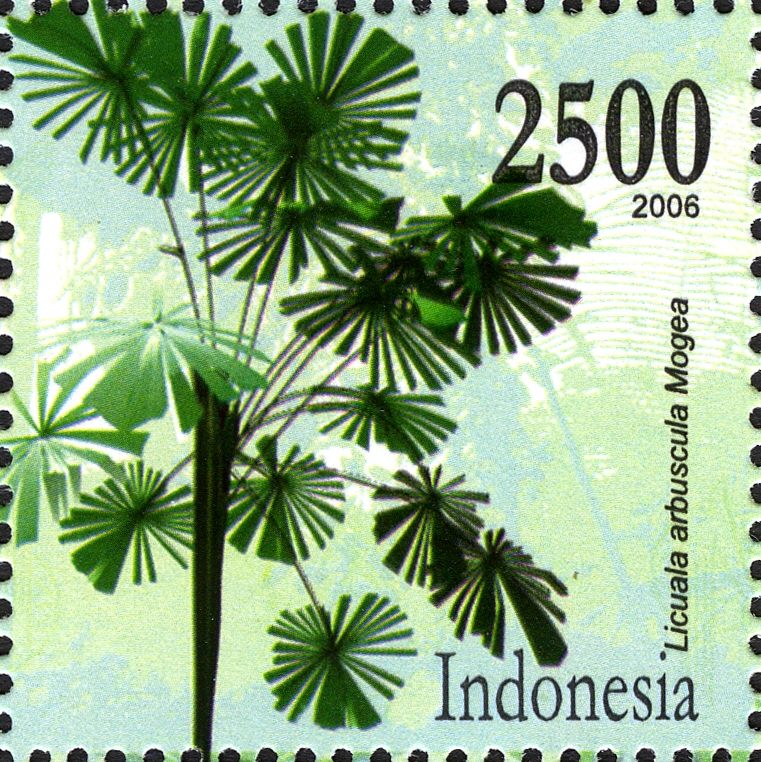
Licuala arbuscula na indonéské známce

Likuala (Licuala) je poměrně rozsáhlý rod palem, zahrnující více než 160 druhů. Jsou to nevelké palmy s okrouhlými vějířovitými listy, rostoucí v podrostu tropických deštných lesů. Květenství mají poměrně jednoduchou stavbu a vyrůstají z listové růžice, plody jsou drobné peckovice. Rod je rozšířen v Asii, Austrálii a Tichomoří od severovýchodní Indie po souostroví Vanuatu. Nejvíc druhů roste na Borneu a Malajském poloostrově. Některé druhy jsou v tropech pěstovány pro okrasu.

## Popis
Likualy jsou drobné až středně vysoké, jednodomé nebo výjimečně dvoudomé palmy. Kmeny jsou jednoduché nebo vícečetné, u některých druhů silně zkrácené a podzemní. Nejmenší druhy dosahují stěží výšky 1 metru. Nejvyšší druh (až přes 10 metrů) je L. ramsayi z Austrálie. Listy jsou dlanité, reduplikátní. Listové pochvy jsou otevřené, na okraji vláknité. Řapíky jsou na okraji většinou ostnité, řidčeji bez ostnů. Čepel listů je zpravidla silně skládaná, v obrysu okrouhlá, většinou členěná až k bázi na několik skládaných segmentů, řidčeji celistvá. Květenství vyrůstají z listové růžice a jsou částečně pokrytá ztlustlými listeny. Mají jednoduchou stavbu, mají hlavní vřeteno a postranní větévky členěné do 1 či 2 řádů. Délka květenství se pohybuje od 15 cm až do 3 metrů. Květy jsou převážně oboupohlavné, se 6 tyčinkami a gyneceem složených ze 3 pestíčků. Pestíčky jsou na vrcholu srostlé v jedinou čnělku a obsahují po 1 vajíčku. Plody jsou drobné, kulovité až vejcovité, jednosemenné peckovice různých barev.

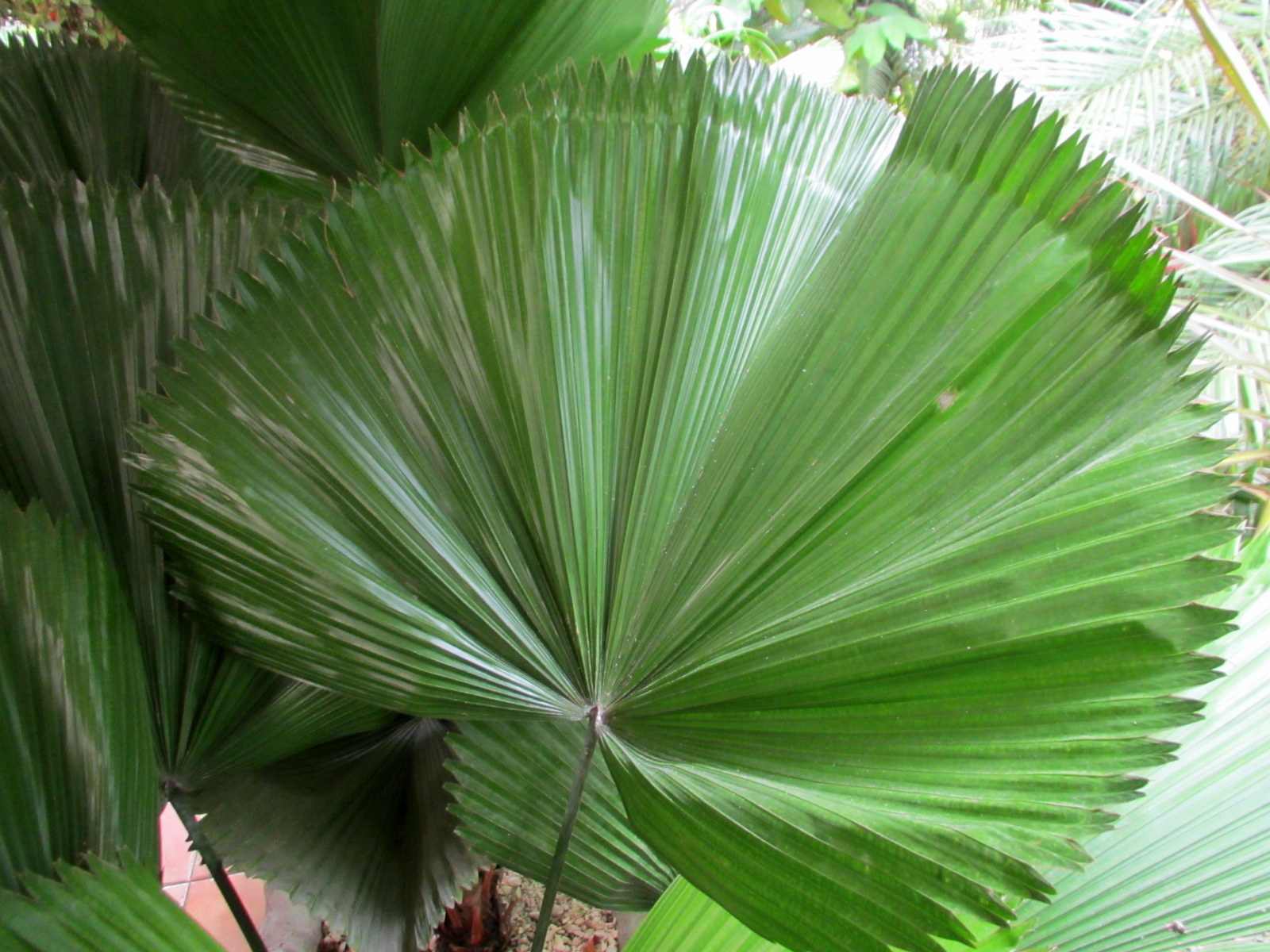
Celistvý list L. orbicularis
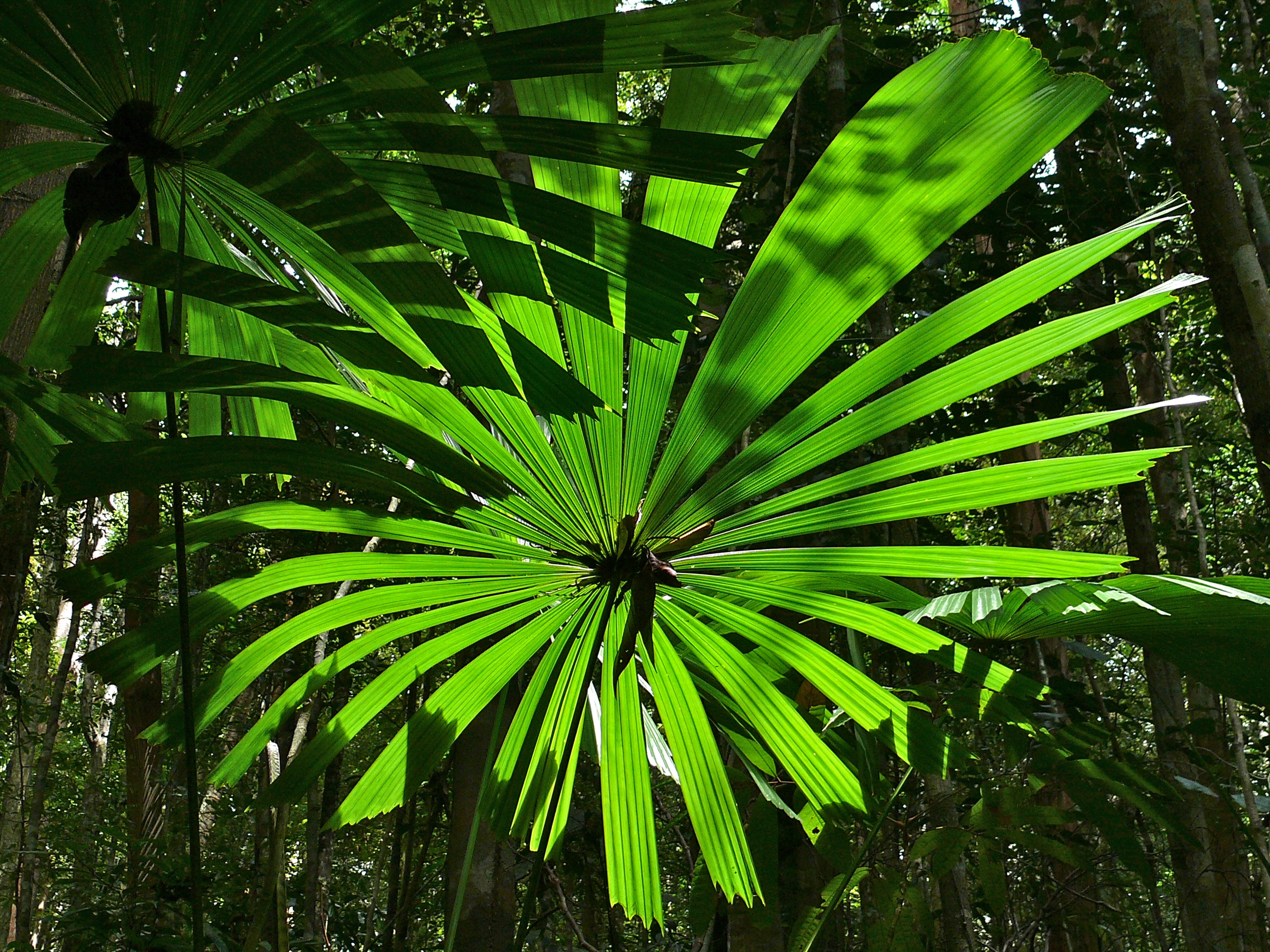
Členěný list Licuala valida
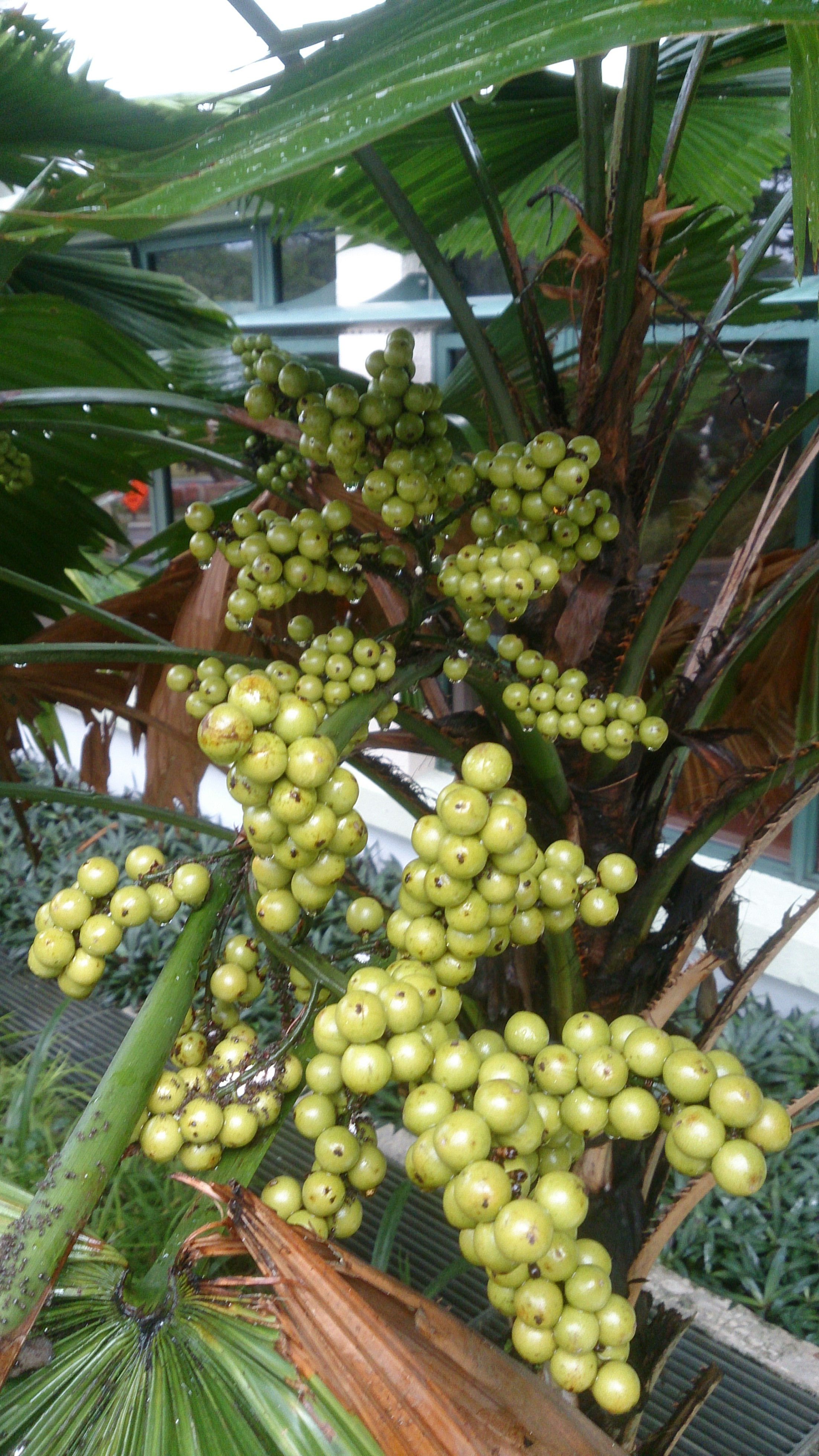
Plodenství L. peltata
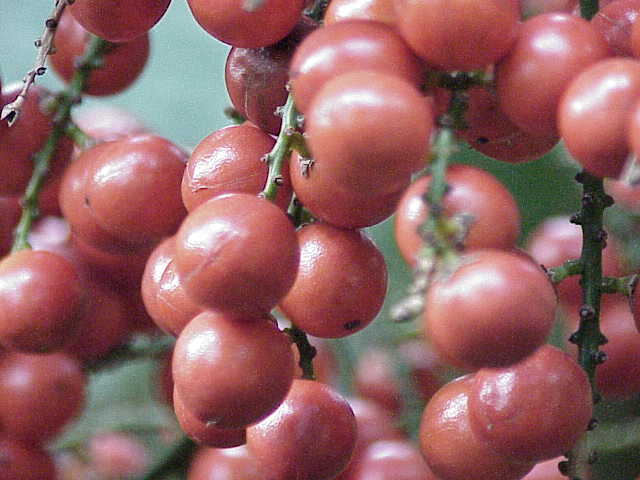
Plody L. grandis

## Rozšíření
Rod likuala zahrnuje asi 162 popsaných a uznaných druhů. Areál sahá od severovýchodní Indie a jižní Číny přes jihovýchodní Asii po Austrálii a souostroví Vanuatu.
Rod má 2 centra druhové diverzity: jedno je v jihovýchodní Asii (zejména Malajský poloostrov a Borneo), druhé na Nové Guineji. Na Borneu je likuala po rodu rotan (Calamus) druhým nejbohatším rodem palem. Je odtud známo celkem 46 druhů, z nichž 42 druhů jsou místní endemity. Z Malajského poloostrova je známo 41 druhů. V Thajsku roste 13 druhů, v Číně 3. V Austrálii roste jediný endemický druh, L. ramsayi. Vyskytuje se při pobřeží severního a severovýchodního Queenslandu.
Likualy jsou typické stínomilné palmy, tvořící v asijských pralesích charakteristickou složku podrostu tropických deštných lesů. Některé druhy tvoří i rozsáhlejší porosty. Na otevřených stanovištích se jim vesměs nedaří. Jedinou výjimkou je druh Licuala spinosa, široce rozšířený v rámci Indočíny a jihovýchodní Asie a rostoucí i na otevřenějších stanovištích a v mangrovové vegetaci. Druh L. paludosa je rovněž široce rozšířen a roste zejména v podmáčených rašelinných lesích.

## Název
Název Licuala je odvozen od domorodého názvu pro tuto palmu na Sulawesi, leko wala.

## Taxonomie
Rod Licuala je v rámci palem řazen do podčeledi Coryphoideae, tribu Livistoneae a subtribu Livistoninae. Mezi blízce příbuzné rody náleží např. Livistona a Copernicia. Ucelená monografie rodu dosud nebyla uveřejněna. Ve stávajících monografiích zahrnujících určité dílčí oblasti (Borneo, Thajsko, Malajský poloostrov) bylo popsáno mnoho nových druhů. Lze proto očekávat, že celkový počet druhů se ještě dosti zvýší.

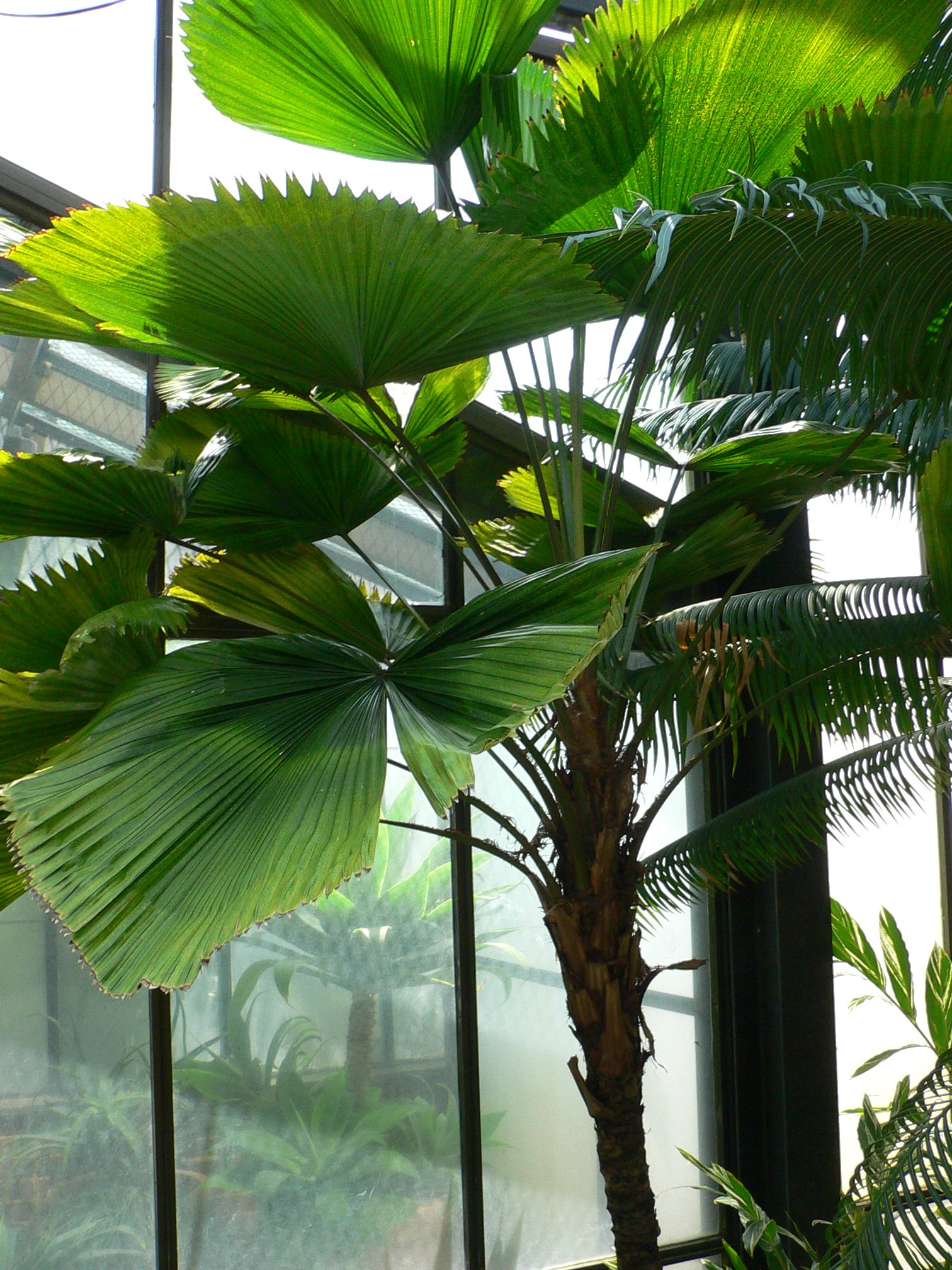
Licuala grandis v botanické zahradě v USA

## Význam
Některé druhy jsou v tropech pěstovány jako okrasné palmy, zejména Licuala grandis a L. peltata. Z listů se místně vyrábějí např. klobouky nebo pláště do deště.
Řada druhů rodu likuala je uváděna ze sbírek Pražské botanické zahrady v Tróji.